# Epirhynchites giganteus
Epirhynchites giganteus là một loài bọ cánh cứng trong họ Rhynchitidae. Loài này được Krynicky miêu tả khoa học năm 1832.